# Nihad Awad

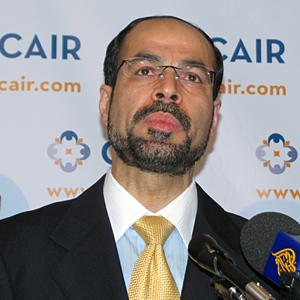
Nihad Awad

Nihad Awad (arabisch نهاد عوض, DMG Nihād ʿAwaḍ; * 1964 in Amman New Camp, einem palästinensischen Flüchtlingslager in Amman, Jordanien) ist eine Persönlichkeit des Islam und ein Politiker in den Vereinigten Staaten. Er ist der Nationale Exekutivdirektor und Mitbegründer des Council on American-Islamic Relations (CAIR).
Er studierte Bauingenieurwesen an der Universität von Minnesota und arbeitete dann im University of Minnesota Medical Center.
Er war einer der 138 Unterzeichner des offenen Briefes Ein gemeinsames Wort zwischen Uns und Euch (englisch A Common Word Between Us & You), den Persönlichkeiten des Islam an „Führer christlicher Kirchen überall“ (engl. "Leaders of Christian Churches, everywhere …") sandten (13. Oktober 2007). Auch unterzeichnete er den „Offenen Brief an Baghdadi“.
2009 wurde er in der Liste der 500 einflussreichsten Muslime des Prinz-al-Walid-bin-Talal-Zentrums für muslimisch-christliche Verständigung der Georgetown University und des Royal Islamic Strategic Studies Centre von Jordanien aufgeführt.